# Голенищева-Кутузова, Екатерина Ильинична
Екатерина Ильинична Би́бикова, в браке Голени́щева-Куту́зова (5 ноября 1754 — 23 июля 1824, Санкт-Петербург) — статс-дама, жена фельдмаршала Михаила Илларионовича Голенищева-Кутузова. С 1812 года носила титул светлейшей княгини Смоленской.

## Биография
Екатерина Бибикова родилась в семье генерал-поручика Ильи Александровича Бибикова (1698—1784) от второго брака его с Варварой Никитичной Шишковой.
27 апреля 1778 года вышла замуж за подполковника Михаила Голенищева-Кутузова, уже успевшего отличиться в войне с Турцией. 
Венчание было в соборе Св. Исаакия Далматского в Петербурге, поручителями были А. И. Воейков и И. Л. Голенищев-Кутузов. Умная, красивая, образованная, она была любима мужем, который, часто находясь по долгу службы в отлучке, в переписке интересовался малейшими подробностями домашней жизни жены и дочерей.
Екатерина Ильинична занимала видное положение при дворе и в свете, была отличаема императором Павлом I, получила в день его коронации орден Святой Екатерины. Оказывал внимание ей и император Александр I. 30 августа 1812 года он пожаловал Екатерину Ильиничну в статс-дамы. После смерти Кутузова в 1813 году ей была определена пожизненная пенсия фельдмаршала в 86 тысяч рублей ассигнациями в год, кроме того, единовременно было выплачено 150 000 рублей на уплату долгов и по 50 тысяч рублей каждой дочери.
Популярность Кутузова в народе частично перешла и на его вдову. Так, в 1817 году во время поездки в деревню через Тарусу ей был оказан царский приём: в церквях звонили в колокола, духовенство в облачении выходило на паперть, народ выпряг лошадей из повозки и на себе вёз её карету.
Кутузова жила широко и открыто, тратя больше средств, чем могла себе позволить, о чём не раз писал ей муж. Была известна своей оригинальностью: так, будучи старухой, одевалась, как молоденькая девушка. Большое впечатление произвела встреча с ней на маленького мальчика Ваню Тургенева (в будущем — знаменитого писателя):

Мне было тогда лет шесть, не больше, и когда меня подвели к этой ветхой старухе, по головному убору, по всему виду своему напоминавшей икону какой-либо святой самого дурного письма, почерневшую от времени, — я вместо благоговейного почтения, с которым относились к старухе и моя матушка и все окружающие старушку, брякнул ей в лицо: «Ты совсем похожа на обезьяну».
Занималась литературой, состояла в переписке с госпожой де Сталь, страстно любила театр, покровительствуя заезжим знаменитостям. В её гостиной, куда попасть было не так просто, наряду с французской труппой бывали и русские актёры, которым она также оказывала поддержку.
Княгиня Кутузова-Смоленская скончалась в 1824 году в Санкт-Петербурге. После отпевания в Сергиевском соборе была похоронена в церкви Святого Духа Александро-Невской Лавры. Она желала, чтобы после смерти её похоронили рядом с мужем в Казанском соборе, однако Александр I наложил резолюцию на докладе об этом: «Ни хоронить, ни отпевать в Казанской церкви я не дозволяю».

## Семья
Дети:
- Николай — по официальной версии умер от оспы в младенчестве, на самом деле умер от механической асфиксии (кормилица, уснув, придавила его грудью);
- Прасковья (1777—1844) — супруга Матвея Фёдоровича Толстого (1772—1815);
- Анна (1782—1846) — супруга Николая Захаровича Хитрово (1779—1827);
- Елизавета (1783—1839) — в первом браке супруга Фёдора Ивановича Тизенгаузена (1782—1805); во втором — Николая Фёдоровича Хитрово (1771—1819);
- Екатерина (1787—1826) — супруга князя Николая Даниловича Кудашева (1786—1813); во втором — Ильи Степановича Сарочинского (1788/89—1845);
- Дарья (1788—1854) — супруга Фёдора Петровича Опочинина (1779—1852).

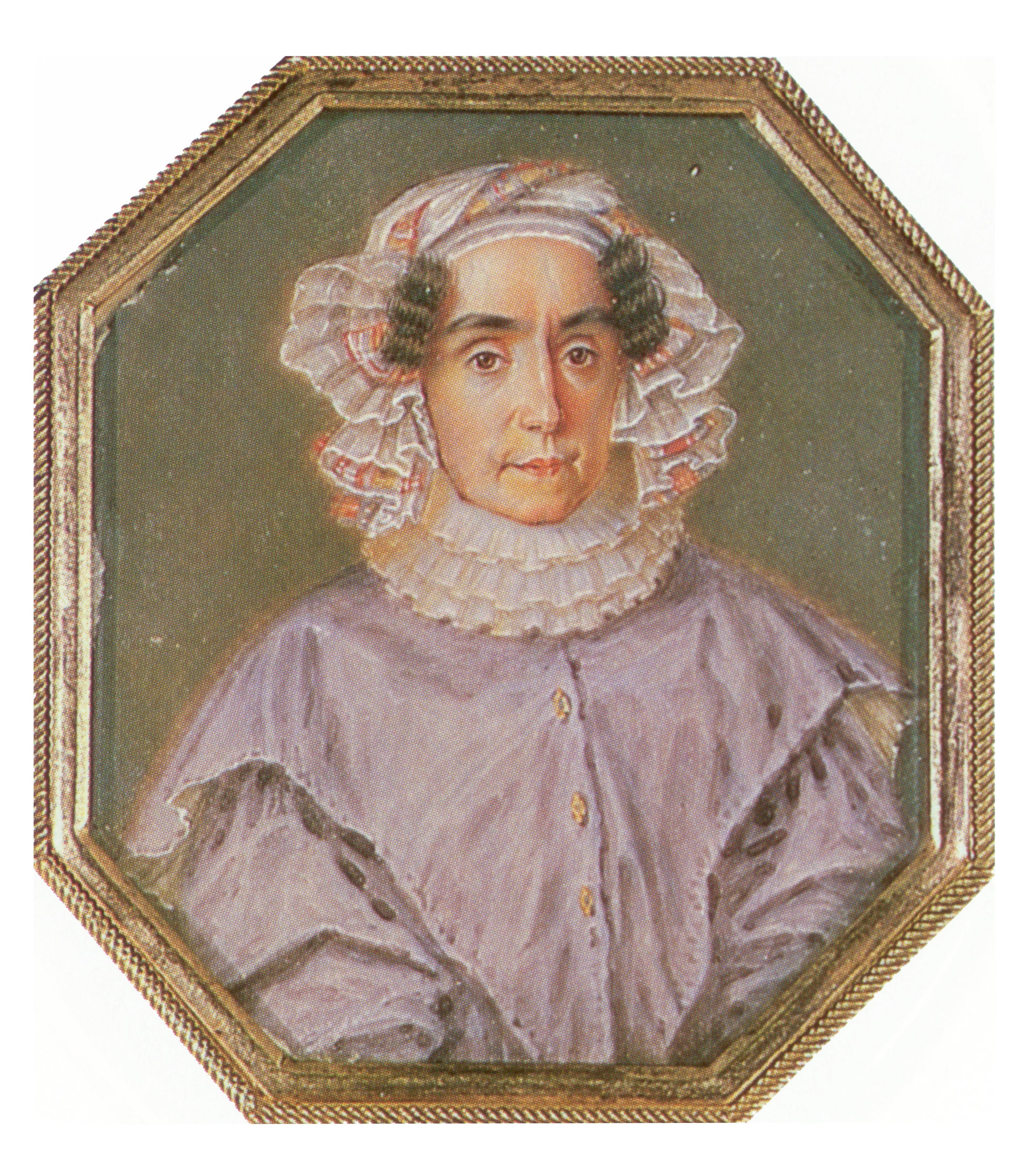
Прасковья
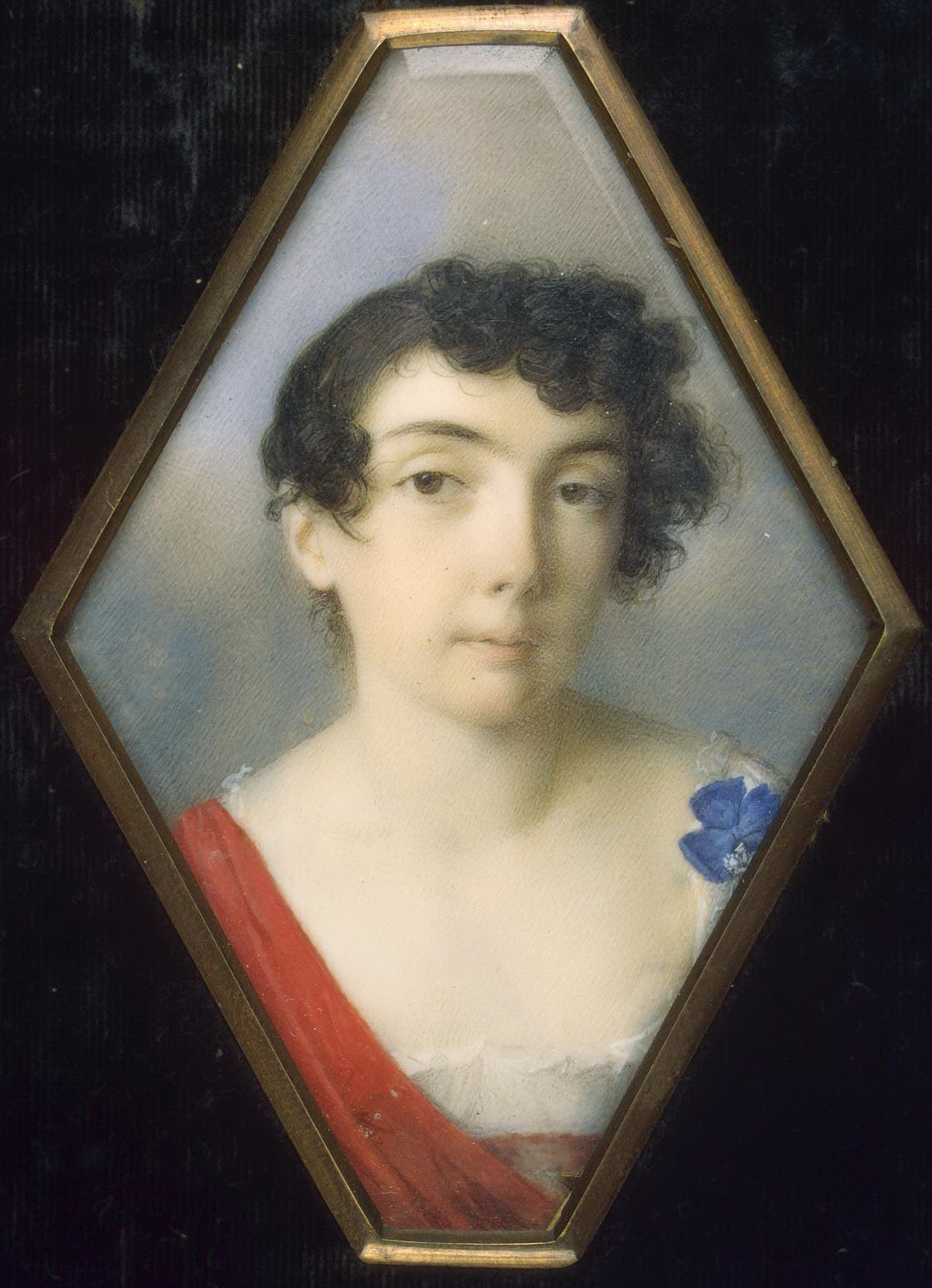
Анна
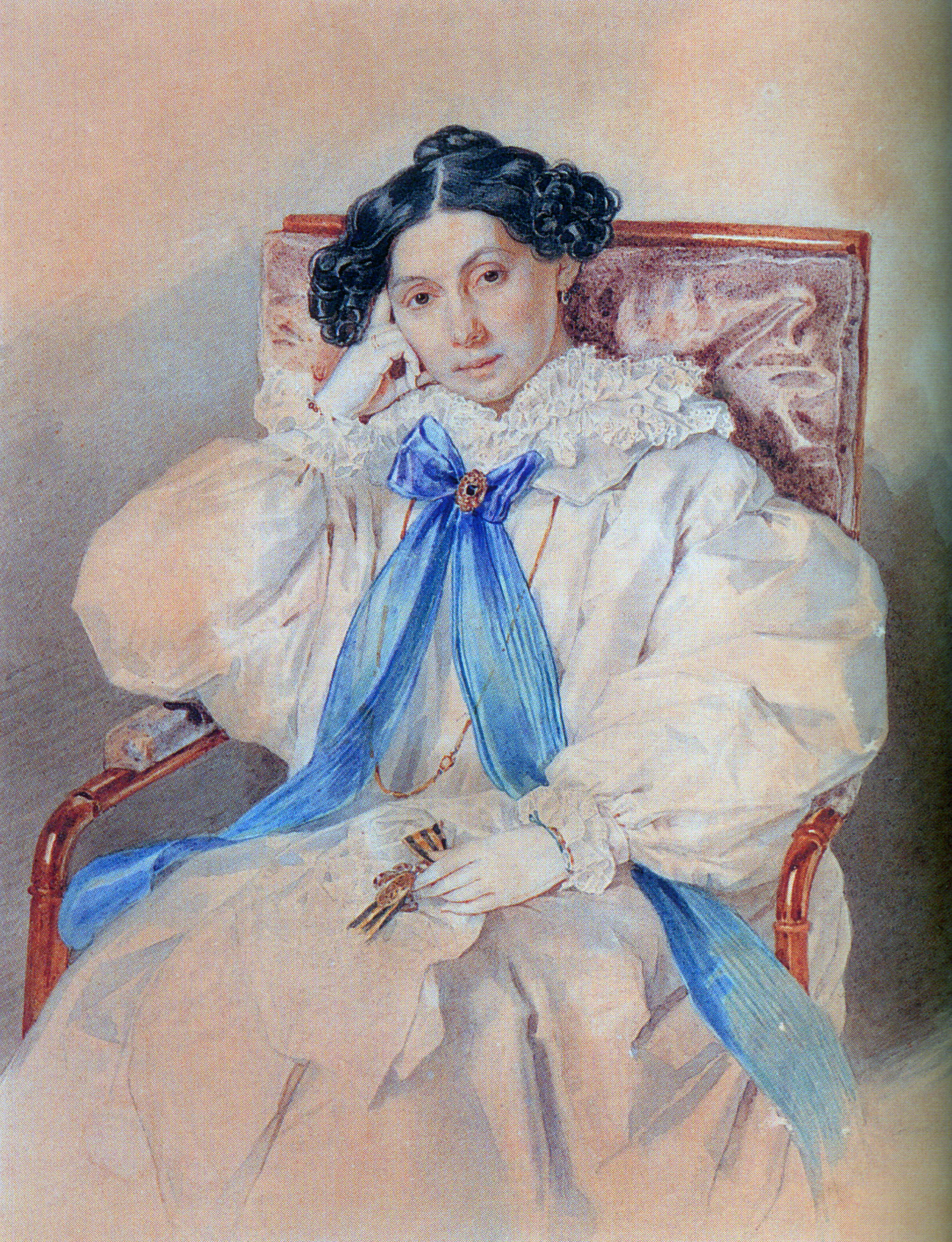
Елизавета
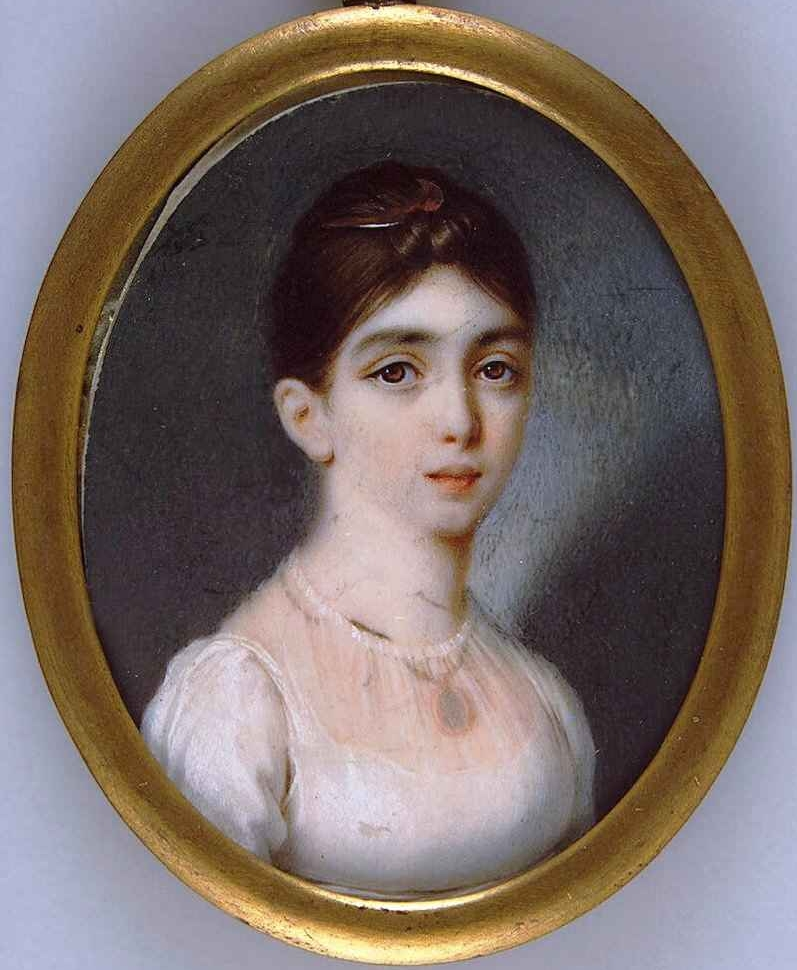
Дарья